# Domenico Rosso
Domenico Rosso (Napoli, 27 ottobre 1675 – 6 luglio 1747) è stato un arcivescovo cattolico italiano.

## Biografia
Nacque a Napoli, sede dell'omonima arcidiocesi, il 27 ottobre 1675.
Entrato nella congregazione dei celestini, fu ordinato presbitero il 22 dicembre 1708.
Il 1º ottobre 1727 papa Benedetto XIII lo nominò vescovo di Catanzaro e lui stesso lo ordinò 4 giorni dopo.
Otto anni dopo, il 26 settembre 1735, lo stesso Papa lo nominò vescovo di Melfi e Rapolla.
L'8 luglio 1737 papa Clemente XII lo promosse arcivescovo metropolita di Palermo, incarico che mantenne fino alla morte avvenuta il 6 luglio 1747.

## Genealogia episcopale e successione apostolica
La genealogia episcopale è:
- Cardinale Scipione Rebiba
- Cardinale Giulio Antonio Santori
- Cardinale Girolamo Bernerio, O.P.
- Arcivescovo Galeazzo Sanvitale
- Cardinale Ludovico Ludovisi
- Cardinale Luigi Caetani
- Cardinale Ulderico Carpegna
- Cardinale Paluzzo Paluzzi Altieri degli Albertoni
- Papa Benedetto XIII
- Arcivescovo Domenico Rosso, O.S.B.Coel.

La successione apostolica è:
- Vescovo Andrea de Rossi, C.R. (1741)